# Dobbeltliv
Dobbeltliv det andet studiealbum fra den danske pop/rock duo De eneste to, der udkom den 14. november 2014 på Copenhagen Records og Sony Music. Om titlen Dobbeltliv har Simon Kvamm udtalt: "Dobbeltliv kredser om at rumme flere sider, der til tider er i balance og til tider i krig med hinanden. At føle sig gammel, men samtidig føle sig ung. At give slip men samtidig gribe dagen. At føle sig speciel, men samtidig føle sig enormt almindelig."
Albummets første single, "Sult" udkom den 18. august 2014. "Sult" handler ifølge Simon Kvamm om et ønske om, at man aldrig bliver mæt; og ifølge Peter Sommer om, "at den gnist man kender fra ungdommen aftager og man skal kæmpe for at føle tilværelsens intensitet i stedet for at blindt henfalde i magelighed". I sangen reciterer skuespiller Ole Thestrup starten af Knut Hamsuns roman Sult (1890). "Skrig det til træerne" udkom som anden single den 20. oktober 2014. Sangen handler ifølge Gaffa om "at give en løsning til dem, der føler sig misforståede og fyldt til bristepunktet med statusopdateringer og lignende.
Dobbeltliv debuterede som nummer 3 på hitlisten, med en salgsscore på 2084. I maj 2015 modtog albummet guld for 10.000 solgte eksemplarer.

## Spor
| #   | Titel                                       | Tekst                           | Musik                                                           | Længde |
| --- | ------------------------------------------- | ------------------------------- | --------------------------------------------------------------- | ------ |
| 1.  | "Skrig det til træerne"                     | Simon Kvamm, Peter Sommer       | Simon Kvamm, Sommer                                             | 3:34   |
| 2.  | "Sult"                                      | Simon Kvamm, Sommer             | Simon Kvamm, Sommer, Kenneth Nørby Andersen, Klaus Q. Hedegaard | 3:31   |
| 3.  | "TV-druk"                                   | Simon Kvamm, Sommer             | Simon Kvamm, Sommer                                             | 3:44   |
| 4.  | "Den lange bane"                            | Simon Kvamm, Sommer             | Simon Kvamm, Sommer                                             | 3:38   |
| 5.  | "Jyder i København"                         | Simon Kvamm, Sommer             | Simon Kvamm, Sommer, Stefan Kvamm                               | 3:44   |
| 6.  | "Vive hjem"                                 | Simon Kvamm, Sommer             | Simon Kvamm, Sommer                                             | 3:38   |
| 7.  | "For lidt for meget" (featuring Danni Toma) | Simon Kvamm, Sommer, Danni Toma | Simon Kvamm, Sommer                                             | 3:06   |
| 8.  | "Trafik"                                    | Simon Kvamm, Sommer             | Simon Kvamm, Sommer, Steen Holbek, Stefan Kvamm                 | 4:12   |
| 9.  | "Lisså forvirret som før"                   | Simon Kvamm, Sommer             | Simon Kvamm, Sommer, Hedegaard                                  | 4:51   |
| 10. | "Fyren i ruden (Epilog)"                    | Simon Kvamm, Sommer             | Simon Kvamm, Sommer, Stefan Kvamm                               | 4:17   |

## Hitlister og certificeringer
| Hitliste (2015)        | Højeste placering |
| ---------------------- | ----------------- |
| Danmark (Album Top-40) | 3                 |

| Hitliste (2014) | Placering |
| --------------- | --------- |
| Danmark         | 30        |

| Land (Organisation) | Certificering |
| ------------------- | ------------- |
| Danmark (IFPI)      | Guld          |